# Kanat
Kanat (iz arabščine: قناة‎, kanāt) je sistem, sestavljen iz niza navpičnih jaškov, povezanih z vodoravnimi predori, ki zagotavljajo zanesljivo oskrbo z vodo naseljem in za namakanje v vročih, sušnih in delno sušnih podnebjih.
Znano je, da so tehnologijo kanatov razvili perzijski ljudje nekje v zgodnjem 1. tisočletju pred našim štetjem in so se od tam počasi razširili proti zahodu in vzhodu.
Pomen kanata je neposredno povezan s kakovostjo, količino in pravilnostjo pretoka vode. Veliko prebivalcev Irana in drugih sušnih držav v Aziji in Severni Afriki je zgodovinsko odvisnih od vode iz kanatov; področja naselitev tesno sovpadajo s področij, kjer so kanati omogočeni. Čeprav sta bila izgradnja in vzdrževanje kanatov draga, je bila njihova dolgoročna vrednost za skupnost precejšnja.
Perzijski namakalni sistem kanatov je bil uvrščen na seznam Unescove svetovne dediščine leta 2016.

## Etimologija
Kanate v različnih jezikih imenujejo kārīz (ali kārēz iz perzijščine: كاريز) (Iran, Afganistan, Pakistan in Srednja Azija, ki izhaja iz perzijščine: كاهریز), kahan (iz perzijščine: کهن), kahriz/kəhriz (Azerbajdžan); ketara (Maroko); galería (Španija); falaj (Združeni arabski emirati in Oman); Kahn (Baloch) ali foggara / fughara (Severna Afrika).  Alternativni izrazi za kanat v Aziji in Severni Afriki so: kakuriz, chin-avulz in mayun. Pogoste različice besede kanat v angleščini (qanat) so: kanat, khanat, kunut, kona, konait, ghanat, ghundat.

## Tehnične značilnosti
Kanati so izdelani kot niz navpičnih jaškov, povezanih s položnimi predori. Kanat seže do podtalnice na način, ki učinkovito prinaša velike količine vode na površino brez potrebe po črpanju. Voda odteka gravitacijsko, z višjega vira, ki je običajno gorski vodonosnik, na nižjo raven. Kanat daje vodo, ki se prenaša na dolge razdalje v vročem suhem podnebju brez velikih izgub z izhlapevanjem.
Zelo pogosto se pri gradnji kanata vodni vir nahaja pod zemljo ob vznožju ali v območju gore, kjer je vir najbližje površini. V tej točki je kanat z jaškom najbližje zgornji površini. Da se doseže vodonosnik, morajo kanate pogosto graditi na dolge razdalje.
Kanati so včasih razdeljeni na podzemno distribucijsko omrežje manjših kanalov, imenovanih kariz. Tako kot kanati so ti manjši kanali pod zemljo zato, da ne pride do kontaminacije. V nekaterih primerih je voda iz kanatov shranjena v rezervoarje, podobno kot pri črpalnih hidroelektrarnah. Ab Anbar je primer tradicionalnega kanata, ki je napajal rezervoar pitne vode v stari Perziji in deluje še danes.
Sistem kanatov ima prednost, da je odporen proti naravnim ujmam, kot so potresi in poplave, ter namernemu uničevanju v vojnah. Poleg tega je skoraj neobčutljiv na raven padavin in dotok z manjšimi odstopanji v mokrem ali suhem delu leta.

## Značilnosti, ki so skupne regijam, ki uporabljajo tehnologijo kanatov
Tehnologija kanatov se uporablja na območjih z naslednjimi značilnostmi:
- odsotnost večjih rek s celoletnim tokom, ki bi zadostoval za podporo namakanju
- bližina potencialno rodovitnih območij na padavinsko bogatih gorah ali gorovjih
- sušno podnebje s hitrim izhlapevanjem velikih površin, tako da bi površinski zbiralniki in kanali imeli za posledico visoke izgube
- vodonosnik, ki je na potencialno rodovitnem območju, je pregloboko za priročno uporabo preprostih vodnjakov

## Vpliv kanatov na vzorec poselitve
Značilno mesto v Iranu in drugod, kjer se uporabljajo kanati, ima več kot en kanat. Njive in vrtovi se nahajajo nad kanati, v bližini mesta, kjer se pojavi voda na površini, in pod zidnimi površinami. Voda iz kanatov opredeljuje tako socialno območje v mestu kot postavitev mesta.
Voda je sveža, čista in hladna v zgornjem delu in bogatejši ljudje običajno živijo na izhodu na površje ali neposredno pred njim. Kjer je kanat še vedno pod nivojem, je vodo treba na površino črpati preko vodnjakov ali s pomočjo perzijskih vodnjakov z živalmi. Zasebni podzemni rezervoarji lahko oskrbijo hiše in druge zgradbe ter zadoščajo za namakanje vrtov. Nadalje se pretok zraka iz kanatov uporablja za hlajenje podzemnih poletnih sob (šabestan), ki jih še vedno najdemo v mnogih starejših hišah.
Nižje od iztoka voda teče preko površinskih kanalov, imenovanih džubi (džūbi), ki vodijo navzdol s stranskimi vejami za prenos vode v soseske, vrtove in na njive. Ulice potekajo običajno vzporedno s kanali džubi. Posledično so mesta in kraji usmerjeni v skladu z nagibom terena. To je praktičen odziv na učinkovito razporeditev vode skozi različne terene.
V spodnjem toku kanalov so lokacije manj zaželene tako za stanovanja kot kmetijstvo, ker voda postopoma postaja bolj onesnažena. V sušnih letih so najverjetneje imeli znatno zmanjšan pretok v spodnjem toku.

## Konstrukcija
Tradicionalno kanate gradijo ročno skupine usposobljenih delavcev. Mukani je izraz za takega delavca; poklic je bil v preteklosti dobro plačan in se je prenašal iz roda v rod.

### Priprava
Kritični začetni korak pri gradnji kanata je določitev ustreznega vodnega vira. Iskanje se začne na točki stika aluvialnega stožca in gorovja oziroma gorskega vznožja; v gorah so količine vode izdatnejše zaradi orografskega dviganja, izkop pa je na območju aluvialnih stožcev relativno enostaven. Delavci (mukaniji) sledijo toku glavnih vodotokov, ki prihajajo iz gore ali gorskega vznožja ter poiščejo dokaze za prisotnost podzemne vode, kot sta globoko ukoreninjeno rastlinje ali sezonsko pronicanje vode na površino. S poskusnim izkopom ugotovijo gladino podzemne vode  in ali je na voljo zadosten pretok za upravičenost gradnje. Če so izpolnjeni ti predpogoji, se določi nadzemni del poti.
Oprema je enostavna: posode oziroma vsebniki (običajno usnjeni), vrvi in koluti za dvig posode na površino na vrh jaška, krampi in lopate za izkop, luči, vodne tehtnice ali grezilo in vrvica. Glede na vrsto tal lahko v jašku uporabijo tudi oblogo iz žgane gline.
Čeprav so metode gradnje preproste, gradnja kanata zahteva podrobno poznavanje podzemne geologije in dovolj inženirskega znanja. Naklon kanata je treba skrbno nadzorovati: premajhen naklon ne daje nobenega toka, pri prestrmem naklonu pa pride do prekomerno erozije in porušitve kanata. Tudi napačna ocena tal lahko vodi do zrušitev, ki v najboljšem primeru zahtevajo obsežna popravljalna dela, v najslabšem pa so usodne za delavce.

### Izkop
Gradnja kanata se običajno izvaja z ekipo treh do štirih delavcev »mukanijev«. Pri gradnji plitvega kanata en delavec navadno koplje vodoravni jašek, eden odnaša izkopano zemljo iz jaška in eden razporeja izkopano zemljo na vrhu.
Delavci običajno začnejo z delom pri iztoku vode proti viru, kjer so predhodno naredili poskusni izkop. Navpične jaške izkopljejo na razdalji 20–35 m vzdolž poteka kanata. Razporeditev jaškov pomeni ravnovesje med količino dela, ki je potrebno za njihov izkop in za izkop povezovalnih kanalov med njimi, kot tudi zahtevnostjo kasnejšega vzdrževanja. Na splošno velja, da plitvejši kot so kanati, bližje skupaj so navpični jaški. Če je kanat dolg, lahko začnejo izkop na obeh koncih hkrati. Za dopolnilni pretok vode so včasih zgrajeni tudi pritočni kanali.
Večina kanatov v Iranu meri v dolžino manj kot 5 km, medtem ko so v bližini Kermana nekateri dolgi tudi do okoli 70 km. Navpični jaški segajo običajno od 20 do 200 metrov v globino, globina navpičnih jaškov v kanatih v provinci Horasan pa meri tudi do 275 m. Navpični jaški podpirajo celotno konstrukcijo ter omogočajo vzdrževanje podzemnih kanalov in izmenjavo zraka v kanatih. Globoki jaški zahtevajo vmesne platforme za poenostavitev postopka odstranjevanja materiala.
Hitrost izvedbe je odvisna od globine in vrste terena. Če je zemlja mehka in enostavna za delo, lahko skupina štirih delavcev na globini 20 metrov izkoplje prečne kanale dolžine 40 metrov na dan. Pri navpičnih jaških globine 40 metrov lahko izkopljejo le 20 metrov vodoravnih kanalov na dan in pri 60 metrih globine ta pade pod 5 vodoravnih metrov na dan. V Alžiriji je skupna hitrost samo 2 m na dan v globini 15 m. Globoki in dolgi kanati, kakršni mnogi tudi so, zahtevajo leta in celo desetletja za izgradnjo.
Izkopani material se običajno prenaša z usnjenimi torbami po navpičnih jaških. Da bi delovišče zaščitili pred vetrom in nanosi materiala, zgradijo z izkopanim materialom okoli odprtine jaška gomilo, ki jo včasih tudi zaprejo. Iz zraka so ti jaški videti kot niz bombnih kraterjev.
Da voda teče v kanalu kanata, mora imeti zadosten vzdolžni nagib. Vendar naklon ne sme biti tako velik, da bi se ustvarili pogoji, pod katerimi bi bil pretok vode med superkritično in subkritično vrednostjo. Če se to zgodi, lahko valovi povzročijo hudo erozijo, ki lahko poškoduje ali uniči kanat. Pri krajših kanatih se naklon giblje med 1:1000 in 1:1500, medtem ko je pri daljših lahko skoraj vodoraven. Takšna natančnost se rutinsko pridobi z vodno tehtnico in vrvico.
Če je naklon strmejši, lahko pomagajo zgrajeni podzemni slapovi z ustreznimi projektnimi lastnostmi (običajno so obloženi), da absorbirajo energijo ob minimalni eroziji. V nekaterih primerih so moč vode izkoristili za poganjanje podzemnih mlinov. Če ni mogoče speljati podzemnih kanalov tako, da bi bil izstop iz kanata v bližini naselja, so potrebni nadzemni kanali (»jubi«). Nadzemnim kanalom se sicer poskušajo izogniti, če je le mogoče, in sicer zaradi onesnaževanja, segrevanja in izgube vode zaradi izhlapevanja.

## Uporabniki
Perzijci so s pomočjo vodne ure leta 328 pred našim štetjem zagotovili pravično in natančno razdelitev vode iz kanatov do uporabnikov za namakanje kmetijskih zemljišč. Raba vodne ure v Iranu, zlasti v Zibadu (Horasan), sega v leto 500 pred našim štetjem. Kasneje so jih uporabljali tudi za določitev svetih dni v predislamski veroizpovedi, kot je Yaldā (zimski solsticij), Tiregān (sredi poletja) ali Nowruz (pomladno enakonočje) - najkrajši, najdaljši in enake dolžine dan in noč v letu. Vodne ure, ki so se uporabljale v Iranu so bile ena od najbolj praktičnih starih orodij za merjenje časa in letnega koledarja. Vodna ura ali Fenjaan je v Perziji dosegla stopnjo natančnosti primerljivo z današnjimi standardi merjenja časa. Fenjaan so običajno uporabljali za merjenje ali za izračun zneska ali časa, kdaj mora kmet prejeti vodo iz kanata ali tudi za namakanje. Perzijske vodne ure so bile praktično in uporabno orodje za delničarje kanata za izračun, koliko časa je lahko preusmerjena voda na njihove kmetije. Kanat je edini vir vode za kmetijstvo in namakanje, tako da je bila pravična in poštena razdelitev vode zelo pomembna. To so dosegli tako, da so izvolili starejšega člana, ki bo vodja ure. Potrebna sta bila vsaj dva upravljavca za polni delovni čas za nadzor in opazovanje.
Fenjaan (vodna ura) je bil velik lonec napolnjen z vodo in posoda z majhno luknjo v sredini. Ko je posoda postala polna vode, bi se lonec potopil in upravitelj bi izpraznil posodo in jo dal ponovno na vrh vode v loncu. On je beležil kolikokrat se je posoda potopila s postavitvijo kamenčkov v kozarec. 
Kraj, kjer je se je nahajala ura in njeni upravljavci, so imenovali khaneh fenjaan. To je bilo običajno v zgornjem nadstropju javne hiše, z zahodnim in vzhodnim oknom za prikaz časa sončnega zahoda in vzhoda. Tam je bilo v določenem obdobju tudi orodje imenovan staryab ali astrolab, vendar so ga večinoma uporabljali za vraževerna prepričanja in ni bil praktičen za uporabo kot koledar kmetov. Zibad Gonabad voda ura je bila v uporabi do leta 1965, ko jo je nadomestila sodobna ura.

### Vzdrževanje
Vertikalne jaške so lahko pokrili, da bi se zmanjšal vdor peska. Kanale kanatov je bilo treba redno pregledovati glede na erozijo ali vdore, čistiti pesek in blato in redno popravljati.

### Obnavljanje
Nekateri poškodovani kanati so bili obnovljeni. Trajnostna obnova je morala upoštevati veliko netehniških dejavnikov, ki se začnejo s postopkom izbire kanata potrebnega obnove. V Siriji so izbrali tri mesta na podlagi nacionalnih registrov in izvedli dela v letu 2001. Eden od njih, Drasiah kanat v Dmeiru, je bil končan leta 2002. V merila za izbor so vključili razpoložljivost in enakomeren pretok podtalnice, socialni vidik in pripravljenost občin za sofinanciranje ter obstoj delujočega sistema vodnih pravic.

## Vloga kanatov

### Namakanje in oskrba s pitno vodo
Primarna funkcija kanatov je bila dobava vode za namakanje, zagotavljanje vode za živino in oskrbo s pitno vodo. Druga funkcija je bila hlajenje in shranjevanje ledu.

### Hlajenje
Kanati, ki se uporabljajo v povezavi z vetrnimi stolpi, lahko zagotovijo hlajenje ter oskrbo z vodo. Vetrni stolp je dimniku podobna struktura nameščena nad hišo; njegove štiri odprtine se odpirajo nasproti smeri vetra za premikanje zraka iz hiše. Dohodni zrak se vleče od kanata pod hišo. Pretok zraka čez navpično odprtino jaška ustvari nižji tlak (glej Bernoullijev učinek) in vleče hladen zrak navzgor iz predora kanata ter se meša z njim. Zrak iz kanata potegnjen v predor na določeni razdalji se ohladi v stiku s hladnimi stenami predora/vodo in s prenosom latentne toplote izhlapeva kot voda izpari v zrak. V suhih puščavskih podnebjih lahko to povzroči znižanje temperature za več kot 15 °C. Mešanje zraka je še vedno suho, zato je klet hladna in udobna. Vetrni stolp in kanat se za hlajenje uporabljata v puščavskih podnebjih za več kot 1000 let.

### Shramba za led
400 let pred našim štetjem so perzijski inženirji obvladali tehniko shranjevanja ledu sredi poletja v puščavi.
Led so pripeljali v času zime z bližnje gore. Bolj običajna in prefinjena metoda je bila, da so zgradili zid v smeri vzhod-zahod v bližini jakhčal  (ledenice). V zimskem času, bi iz kanata vodo speljali na severno stran zidu, ki je bil v senci in je voda hitro zamrznila. Potem so led shranili v jakhčal - posebej izdelan, naravno hlajen hladilnik. Velik podzemni prostor z debelimi zidovi in izolacijo je bil povezan s kanatom in sistemom vetrnih stolpov, kar je zagotavljalo pripravo hladnega zraka in ohranjalo temperature v notranjosti prostora na nizki ravni tudi v vročih poletnih dneh. Posledično se je led topil počasi in je bil na voljo vse leto.

## Kanati po državah

### Azija

#### Afganistan
Kanati se imenujejo kariz v Dari (Perzija) in v paštunščini in so bili v uporabi že v pred-islamskem obdobju. Ocenjujejo, da je bilo v uporabi več kot 20.000 kariz v 20. stoletju. Najstarejši še delujoči kariz je star več kot 300 let in je 8 kilometrov dolg in se nahaja v provinci Wardak. Še vedno zagotavlja vodo za skoraj 3000 ljudi.  Nenehne vojne v zadnjih 30 letih so uničile več teh starih struktur. Tudi vzdrževanje je težavno. Težavo predstavlja pomanjkanje kvalificiranih obrtnikov, ki imajo tradicionalno znanje. Številni veliki kmetje so opustili svoje kariz in jih nadomestili s cevmi in vodnjaki iz katerih črpajo vodo z dizelskimi črpalkami.
Vendar pa se afganistanska vlada zaveda pomena teh struktur in si prizadeva za popravila, rekonstrukcije in vzdrževanje (prek skupnosti). Ministrstvo za rehabilitacijo in razvoj podeželja, skupaj z nacionalnimi in mednarodnimi nevladnimi organizacijami se trudijo v tej smeri.
Še vedno so sistemi kanatov v letu 2009 v funkciji. Ameriške sile so poročale, da so nehote uničili nekatere kanale pri širitvi vojaške baze, kar je ustvarilo napetosti med njimi in lokalno skupnostjo. Nekateri od teh predorov so bili uporabljeni za shranjevanje zalog in skrivanje moških in opreme pod zemljo.

#### Kitajska
Oaza Turpan v puščavi na severozahodu Kitajske uporablja vodo, ki jo dobijo s kanati (lokalno karez). Turpan je že dolgo središče rodovitne oaze in pomembno trgovsko središče ob severni trasi Svilne ceste. V tem času je bilo v bližini kraljestvo Korla in Karashahr na jugozahodu. Zgodovinski zapis sistema karez sega nazaj do dinastije Han. Muzej vode v Turpanu prikazuje zavarovano območje Ljudske republike Kitajske zaradi pomembnosti lokalnega sistema karez v zgodovini območja. Število sistemov karez območju je skoraj 1000, celotna dolžina kanalov je približno 5000 kilometrov.

#### Indija
V Karnataka, Indija, je struktura tipa kanat imenovana Suranga in se uporablja za izkoriščanje podzemnih voda. Vendar so danes le še redko v uporabi.
Sistemi kanatov obstajajo še v Gulburga, Bidar in Burhanpur (Kundi Bhandara). Sistem v kraju Bidar z 21 vertikalnimi jaški je približno dva kilometra dolg, z 21 vertikalnimi jaški, od katerih so bili nekateri zaprti, jih je še 17 danes vidnih. Uporabljali so jih kmetje in sosednja naselja. Fundacija Indian Heritage Cities Network (IHCNF) je delala v smeri ohranitve sistema karez. V času raziskovanj je IHCNF odkril tudi kraljevsko kopel (Bagh-e Hammam) verjetno iz obdobja Bahmani. Ustno izročilo iz Bagh-e-Hammam pravi da lokalno znanje pozna terakota cevi iz kareza.

#### Indonezija
Predlagano je bilo, da so podzemni templji v Gua Made na Javi z jaški, v katerih so našli maske iz zelene kovine, nastali kot kanat.

#### Iran
V sredini dvajsetega stoletja so ocenili da je v Iranu v uporabi še 50.000 kanatov. Od teh jih je samo 25.000 ostalo v uporabi do leta 1980.
Eden od najstarejših in najbolj znanih kanatov je v iranskem mestu Gonabad in po 2700 letih še vedno omogoča pitno in namakalno vodo skoraj 40.000 ljudem. Njegova največja globina je več kot 360 metrov, dolžina pa je 45 kilometrov. Yazd, Horasan in Kerman so območja za katera je znano, da so odvisni od obsežnega sistema kanatov.
V tradicionalni perzijski arhitekturi, je kariz (کاریز) majhen kanat, navadno omrežje znotraj urbanega okolja. Kariz je struktura, ki distribuira vodo iz kanata do svoje končne destinacije.

#### Irak
Raziskava sistemov kanatov v regiji Kurdistan v Iraku, ki jo izvaja Oddelek za geografijo Oklahoma State University (ZDA) v imenu Unesca, je v letu 2009 pokazala, da je bilo od 683 karez sistemov, še vedno aktivnih 380 v letu 2004, le 116 pa v letu 2009. Razlogi za upad kanatov so opuščanje in zanemarjanje pred letom 2004, prekomerno črpanje iz vrtin, od leta 2005 pa suša. Pomanjkanje vode, pravijo, je prisililo od leta 2005, da je več kot 100.000 ljudi za svoje preživetje od karez sistemov, zapustilo svoje domove. Študija pravi, da ima en sam karez možnost, da zagotovi dovolj vode za gospodinjstva za skoraj 9000 posameznikov in namakanje za več kot 200 hektarjev kmetijskih zemljišč. UNESCO in vlada Iraka nameravajo sanirati karez prek pobude Karez Initiative for Community Revitalization, ki se je začela v letu 2010. Večina karez je v Sulaymaniyah Governorate (84 %). Veliko število najdemo tudi v Erbilu Governorate (13 %), posebno na široko razpredena je mreža okoli in v mestu Erbil.

#### Jordanija
Med kanati zgrajenimi v rimskem cesarstvu, je 94 km dolg akvadukt Gadara na severu Jordanije in je morebiti najdaljši neprekinjeni kanat kdaj koli zgrajen. Delno poteka po starejšem helenističnem vodovodu, izkopavanja so se verjetno začela po obisku cesarja Hadrijana v 129-130 n. št.. Gadara vodovod ni bil nikoli povsem končan in je bil dan v obratovanje le v odsekih. 

#### Pakistan
Okrožje Chagai je v severozahodnem koncu Balochistana, Pakistan, ki meji z Afganistanom in Iranom. Kanati, lokalno znani kot karezes so večinoma znani v tej regiji. Razporejeni so od Chaghai okrožja do okrožja Zhob. Številne med njimi najdemo v Qilla Abdulaha in Pishin okrožjih. Karezes so prav tako v veliki meri na voljo v sosednjih območjih Afganistana, kot je Kandahar. Ostanke karezes najdemo v različnih delih okrožja in jih pripisujejo Arabcem.

#### Sirija
Kanate je bilo mogoče najti v večjem delu Sirije. Razširjena je vgradnja črpalk za črpanje podzemne vode, zato se je znižala podtalnica in sistem kanatov se je posušil. Opuščeni so po vsej državi.

### Arabski polotok

#### Oman
V Omanu (v Salut, Bat in drugih mestih) so bili v železni dobi zgrajeni sistemi podzemnih vodovodov imenovani Falaj, z vertikalnimi jaški, ki so bili povezani s položnimi horizontalnimi predori. Obstajajo tri vrste Falaj: Daudi (داوودية) s podzemnimi vodovodi, Ghaili (الغيلية) zahtevajo jez za zbiranje vode in Aini (العينية), katerega izvor je izvirska voda. To je omogočalo obsežno kmetijstvo v sušnih okoljih. Po mnenju Unesca je okoli 3.000 aflaj (množina) ali Falaj (ednina) še vedno v uporabi. Nizwa, nekdanje glavno mesto Omana, je bilo zgrajeno okoli Falaj, ki je v uporabi še danes. V juliju 2006 je bilo pet reprezentativnih primerov tega namakalnega sistema vpisano kot svetovna kulturna dediščina.

#### Združeni arabski emirati
Oaza Al Ain v Združenih arabskih emiratih uporablja še tradicionalne Falaj (kanate) za  namakanje  palmovih nasadov in vrtov.

### Severna Afrika

#### Egipt
Obstajajo štiri glavne oaze v egiptovski puščavi. Oaza Kharga je tista, ki je bila temeljito raziskana. Dokazano je, da je že v drugi polovici 5. stoletja pr. n. št. vodo prinašal kanat. Kanat so izkopali skozi podtalnico, ki jo nosi peščenjak in ki pronica v kanal z vodo, nato jo zberejo za majhnim jezom na koncu sistema. Širina je približno 60 cm, višina pa od 5 do 9 metrov. Verjetno je, da so kanat poglobili da bi povečali pronicanje ko je vodostaj padel. Od tam se je voda zajemala za namakanje.

#### Libija
David Mattingly poroča da se foggara razteza na stotine kilometrov v območju Garamantes, v bližini Jarma v Libiji: »kanali so bili v splošnem zelo ozki - manj kot 60 cm široki in visoki 1,5 m - nekateri pa so bili več kilometrov dolgi, bilo jih je okoli 600, od tega jih je bilo več sto pod zemljo. Kanale so izkopali in vzdrževali z nizom redno razporejenih vertikalnih jaškov na vsakih 30 metrov ali skupaj 100.000 komadov, v povprečju 10 m globokih, izjemoma celo 45 m «.

#### Tunizija
Sistem upravljanja z vodo foggara v Tuniziji, ki se uporablja za ustvarjanje oaz, je podoben iranskim kanatom. Foggara je vkopana v vznožje dokaj strmega gorskega območja, kot so vzhodna območja Atlasa. Padavine v gorah napolnijo vodonosnik, ki se premika proti Sahari na jugu. Foggara meri 1 do 3 km v dolžino, prodre v vodonosnik in zbira vodo. Družine ohranjajo foggare in lastniki zemljišč z njimi namakajo širino desetih metrov. Na tej osnovi izračunajo velikost parcele, za katero bo na voljo voda.

#### Alžirija
Kanati (foggare v Alžiriji ) so vir vode za namakanje v velikih oazah kot je Gourara. Najdemo jih tudi v Touat (200 km od Gourara). Dolžina foggar v tej regiji je ocenjena na več tisoč kilometrov.
Čeprav viri kažejo, da bi lahko bile foggare v uporabi že leta 200 n. št., so zagotovo bile v uporabi v 11. stoletju, ko so v oaze prišli Arabci in so prebivalci sprejeli islam.
Vodo odmerijo za različne uporabnike s pomočjo distribucijskih jezov, ta meri pretok do različnih kanalov, vsak za določenega uporabnika.
Vlažnost oaz se uporablja tudi za dopolnjevanje oskrbe z vodo v foggarah. Temperaturni gradient v navpičnih jaških povzroča, da se zrak dvigne zaradi naravne konvekcije. Vlažen zrak na kmetijskih zemljiščih je sestavljen v foggari v nasprotni smeri odtekanja vode. V foggari se kondenzira na stene predora in zrak nato potuje v vertikalne jaške. Ta kondenzirana vlaga je na voljo za ponovno uporabo.

#### Maroko
Na jugu Maroka se tudi uporablja kanat (lokalno khettara). Na robu puščave Sahare so izolirane oaze v dolini reke Draa in Tafilalt oprte na vodo za namakanje iz kanatov od poznega 14. stoletja. V Marakešu in na planoti Haouz so bili kanati zapuščeni v zgodnjih 1970-ih, ko so usahnili. Na področju Tafilaft se polovica od 400 khettaras še vedno uporablja. Vpliv jezu Hassan Adahkil na lokalni vodostaj je vzrok, da je več kot polovica khettarov izgubljenih.
Črni Berberi (haratin) na jugu so bili dedni razred kopačev kanatov v Maroku, ki so gradili in popravljali te sisteme. Njihovo delo je bilo nevarno.

### Evropa

#### Armenija
Kanati so se ohranili v Armeniji v skupnosti Shvanidzor, v južni provinci Syunik, ki meji z Iranom. Kanate so v armenščini poimenovali kahreze. Obstaja jih 5 v Shvanidzorju. Štirje od njih so bili zgrajeni v 12. - 14. stoletju še preden je bilo ustanovljeno naselje. Peti kahrez je bil zgrajen leta 2005. Pitna voda teče skozi kahrezs I, II in V. Kahrez III in IV sta v zelo slabem stanju. V poletnih mesecih, predvsem v juliju in avgustu, količina vode doseže svojo najnižjo vrednost, razmere na vodovodnem sistemu so kritične. Kljub temu so kahrezes glavni vir pitne in namakalne vode za skupnost.

#### Azerbajdžan
Na ozemlju Azerbajdžana so bili številni kahrizes že pred mnogimi stoletji. Arheološke najdbe kažejo, da je bil sistem uveljavljen že pred 9. stoletjem. Tradicionalno so bile kahrizes zgrajene in vzdrževane od skupine zidarjev, imenovanih Kankans z ročnim delom. Poklic se je prenašal z očeta na sina.
Ocenjujejo, da je do 20. stoletja ostalo skoraj 1500 kahrizes, od katerih jih je kar 400 v Avtonomni republiki Nahičevan. Po uvedbi električnih črpalk in črpalk na gorivo v sovjetskih časih, so postale kahrizes zanemarjene.
Danes ocenjujejo, da jih 800 še vedno deluje. Te operativne kahrizes so ključnega pomena za življenje mnogih skupnosti.

##### Mednarodna organizacija za migracije in Revival of Kahriz
Leta 1999 je na zahtevo občine v Nakhichevanu, ob upoštevanju potreb in prioritet skupnosti, zlasti žensk kot glavnih upravičencev, IOM začela izvajati pilotni program za sanacijo kahrizes. Do leta 2011 je IOM sanirala več 143 kahrizes s sredstvi iz Programa Združenih narodov za razvoj (UNDP), Evropske komisije, Kanadske Mednarodne agencije za razvoj (CIDA), Švicarske agencija za razvoj in sodelovanje (SDC) in urada za prebivalstvo, begunce in migracije State Department ZDA (BPRM) in samoprispevka lokalnih skupnosti. 

##### KOICA in IOM's v teku projekt sanacije  Kahriz v Azerbajdžanu
V letu 2010 je IOM začela projekt sanacije kahriz iz sredstev Korea International Cooperation Agency (KOICA), katere cilj je v celoti obnoviti skupno 20 kahrizes na celinskem delu Azerbajdžana. Od teh 20 kahrizes jih je že 16 sanirano, štiri so trenutno v sanaciji. Dela naj bi bila končana do konca leta 2012.

#### Grčija
Predor Eupalinos na Samosu teče 1 kilometer po hribu za oskrbo z vodo mesta Pythagorion. Zgrajen je bil po naročilu Polycratesa okoli 550 pred našim štetjem. Na obeh koncih predora je plitek kanat kot tunel, ki je dobavljal vodo iz izvira v mesto.

#### Italija
Na 5653 m dolgi predor Claudius, namenjen za izpust največje italijanske celinske vode, jezera Fucine, je bil zgrajen s pomočjo tehnike kanatov. To pokaže jašek, največ do 122 m globok. Celotno starodavno mesto Palermo na Siciliji je opremljen z velikim sistemom kanatov zgrajenih v arabskem obdobju (827-1072). Mnogi kanati so zdaj izrisani na karti in nekatere je mogoče obiskati. Slavna soba Scirocco ima klimatske naprave, ki jih ohlaja pretok vode iz kanata in vetrnega stolpa.

#### Luksemburg
Raschpëtzer bližini Helmsangeja na jugu Luksemburga je zelo dobro ohranjen primer rimskega kanata. To je verjetno najbolj obsežen sistem svoje vrste severno od Alp. Do danes je okoli 330 m od skupaj 600 m predora raziskano. Trinajst od 20 ali 25 jaškov je tudi raziskanih. Kanat je dobavljal vodo veliki rimski vili na pobočjih doline Alzette. Zgrajena je bila med obdobjem Gallo-Roman, najverjetneje okoli leta 150 in je delovala približno 120 let.

#### Španija
V Španiji obstaja še veliko primerov galerias ali sistemov kanatov, ki so jih najverjetneje prinesli Mavri na območje med okupacijo Iberskega polotoka. Turrillas v Andaluziji, na sever obrnjena pobočja Sierra de Alhamilla imajo dokaze o sistemu kanatov. Granada je drugo mesto z obsežnim sistemom kanatov.

### Amerike
Kanati v Ameriki se navadno imenujejo filtrirne galerije in jih lahko najdemo v regiji Nazca v Peruju in na severu Čila. Španija je uvedla kanate v Mehiki leta 1520.